# Cigánd SE
A Cigánd Sportegyesület, egy magyar labdarúgóklub, amelynek székhelye Cigándon található. A klubot 1998-ban alapították, színei sárga-zöld. Eddigi legnagyobb sikerei, hogy 2008-ban megnyerte a Sport TV kupát és hogy 2016. május 14-én a Cigánd SE 3-1 (1-0) arányban legyőzve FC Tiszaújváros csapatát,  feljutott az NB II 2016/2017-es idényére. Ezt megelőzően, az MLSZ Elsőfokú Licencadó Bizottsága, Cigánd csapatának 2016.április 27-én már első körben megadta a 2016/2017-es bajnoki évadra a nemzeti másodosztályú licencet. Cigánd labdarúgócsapata története során először jutott fel az NB II-be. A 2017-2018-as évad végén a klub kiesett a másodosztályból. 
2018 .szeptember 23-án  került sor Cigánd város történetének első élő labdarúgó közvetítésére, az M4 Sport jóvoltából. A Cigánd SE - MOL Vidi FC Magyar Kupa 6. forduló mérkőzésének eredménye: 0:2 (0:2) lett.

## Keret
2016. június 20. szerint.
* a félkövérrel írt játékosok rendelkeznek felnőtt válogatottsággal.
| No. |     | Poszt | Játékos           |
| --- | --- | ----- | ----------------- |
| 1   | HUN | K     | Sánta Tibor       |
| 5   | HUN | KP    | Kis Szabolcs      |
| 7   | HUN | CS    | Katona György     |
| 8   | HUN | KP    | Baksa Zoltán      |
| 9   | HUN | CS    | Roszel Róbert     |
| 11  | HUN | V     | Ur László         |
| 12  | HUN | K     | Félegyházi Viktór |
| 14  | HUN | V     | Varga Krisztián   |
| 15  | HUN | CS    | Varga Zoltán      |
| 16  | HUN | V     | Sipos Tamás       |
| 17  | HUN | CS    | Jóni Gábor        |
| 20  | HUN | KP    | Oláh Levente      |
| 21  | HUN | K     | Bákonyi Norbert   |

| No. |     | Poszt | Játékos         |
| --- | --- | ----- | --------------- |
| 22  | HUN | KP    | Barcsay Márk    |
| 23  | HUN | KP    | Szabó Roland    |
| 25  | HUN | CS    | Robert Popescu  |
| 28  | HUN | KP    | Roman Ohar      |
| 44  | HUN | KP    | Burics András   |
| 66  | HUN | V     | Kovács Gergő    |
| 77  | HUN | V     | Sándor József   |
| 94  | HUN | V     | Fekete Tamás    |
| 96  | HUN | KP    | Sánta Kázmér    |
| 99  | HUN | CS    | Markovics Dávid |
| -   | HUN | V     | Albert István   |
| -   | HUN | V     | Kinczel Ervin   |

## Sikerek

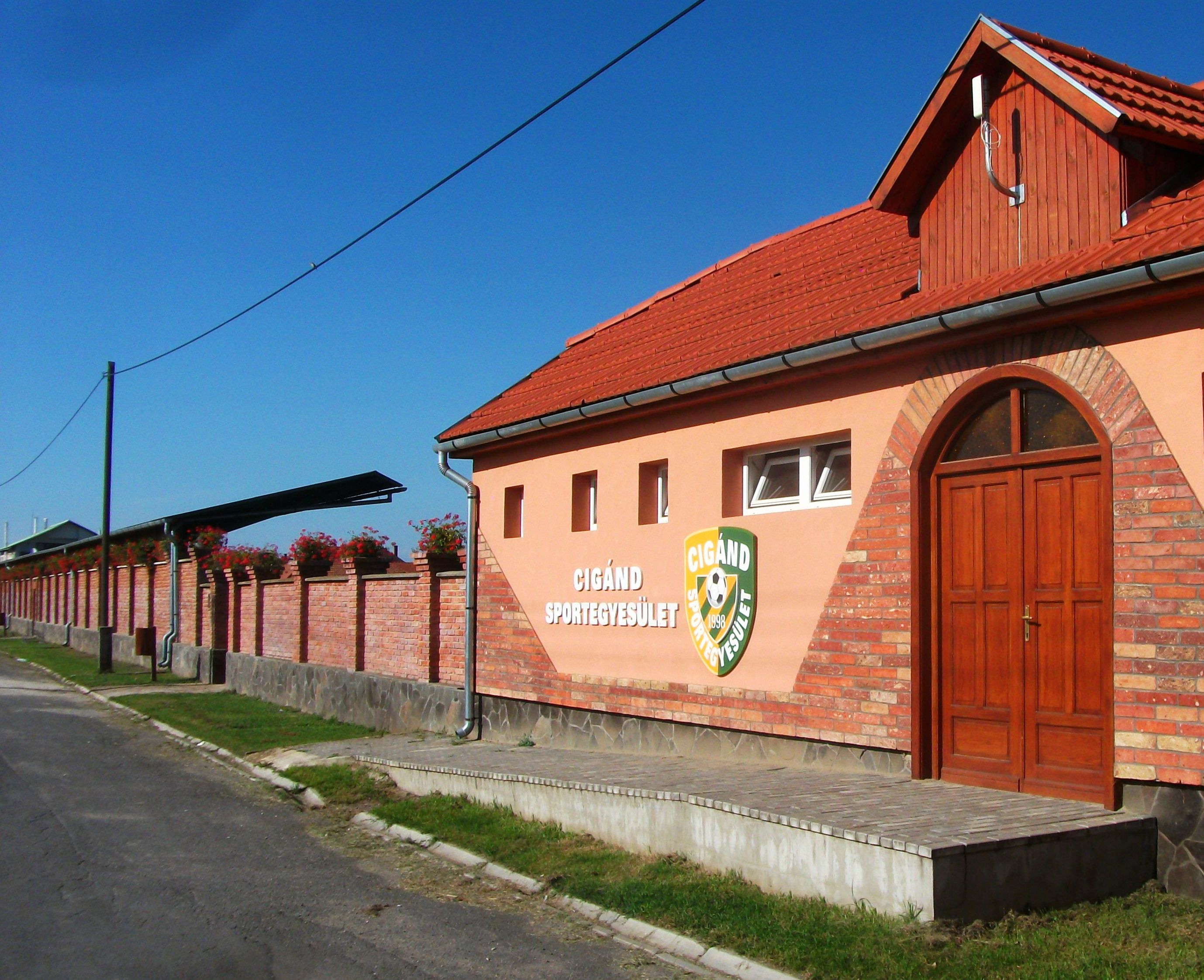
Cigánd Városi Stadion bejárata (2016)

Megyei III:
- 2003/2004: 4. hely
- 2004/2005: Aranyérem

Megyei II:
- 2005/2006: 4. hely
- 2006/2007: Aranyérem

Megyei I:
- 2007/2008: 6. hely
- 2008/2009: Aranyérem
- 2019/2020: 2. hely
- 2020/2021: 5. hely
- 2021/2022: 1. hely
- 2022/2023: 1. hely

NBIII
- 2009/2010: 6. hely

- 2010/2011: Ezüstérem
- 2011/2012: Bronzérem
- 2012/2013: 4. hely
- 2013/2014: 6. hely
- 2014/2015: 5. hely
- 2015/2016: Bronzérem
- 2017/2018: 10. hely
- 2018/2019: 15. hely

NB II
- 2016/2017: 19. hely

Sport TV Kupa
- Győztes: 2008

## Híres játékosok
- Lippai Sándor
- Kelemen Zsolt
- Nagy Gábor
- Roszel Róbert
- Varga Zoltán
- Baksa Zoltán
- Ur László
- Horváth Zoltán
- Varga Kevin
- Onisor Nicorec
- Ifj. Sándor Tamás
- Szilágyi Lóránd
- Luis Arcángel Ramos Colón
- Hrabina Alex
- Bokros Tibor
- Gelu Velici
- Belényesi Miklós
- Katona György
- Bogdan Florin Miron
- Ötvös Bence

## Edzők
- Virovecz Pál 2009
- Kocsis János 2010 - 2013
- Popovits Pál 2015
- Fogarasi Zoltán 2013 - 2014, 2015 - 2016
- Szénay Péter 2016 - 2018, 2019
- Gyarmati András 2018
- Prisztács Tamás 2018 - 2019
- Nagy Gábor 2005 - 2009, 2019 - 2021
- Terjék Zoltán 2021
- Szatmári Csaba 2021 - 2022
- Paulik István 2022-2023
- Feczkó Tamás 2023
- Igor Bogdanović 2023 - [1]